# Dallo Pura
Dallo Pura là một thị trấn thống kê (census town) của quận East thuộc bang Delhi, Ấn Độ.

## Nhân khẩu
Theo điều tra dân số năm 2001 của Ấn Độ, Dallo Pura có dân số 132.628 người. Phái nam chiếm 54% tổng số dân và phái nữ chiếm 46%. Dallo Pura có tỷ lệ 65% biết đọc biết viết, cao hơn tỷ lệ trung bình toàn quốc là 59,5%: tỷ lệ cho phái nam là 73%, và tỷ lệ cho phái nữ là 56%. Tại Dallo Pura, 15% dân số nhỏ hơn 6 tuổi.